# Enjoy Illinois 300
La Enjoy Illinois 300 è una gara automobilistica di stock car appartenente alle NASCAR Cup Series che si tiene presso il World Wide Technology Raceway di Madison, in Illinois (Stati Uniti).
La gara è una delle più recenti competizioni entrate nel circuito delle Cup Series: la sua prima edizione è del 2022, con lo scopo di sostituire la Pocono Organics CBD 325 (una delle due gare annuali che si correvano nel circuito di Pocono).
Il circuito ospitava già una gara delle NASCAR Truck Series, a cui si è affiancata questa gara nello stesso weekend.

## Storia
Il 21 agosto 2021 Adam Stern (giornalista dello Sports Business Journal) riferisce che la NASCAR è in trattativa con il circuito di Madison per ospitarvi una gara delle Cup Series, in aggiunta a quella delle Track Series. Successivamente, lo stesso giornalista racconta che la gara avrebbe sostituito uno dei due eventi annuali delle Cup Series che si tengono nel circuito di Pocono. La notizia viene confermata il successivo 15 settembre, quando la NASCAR annuncia il calendario della successiva stagione, nella quale è presente il WWT Raceway.

## Edizioni
| Anno | Data     | N° | Pilota         | Scuderia                 | Produttore | Distanza | Distanza | Tempo   | Media   | Resoconto |
| Anno | Data     | N° | Pilota         | Scuderia                 | Produttore | Giri     | Miglia   | Tempo   | Media   | Resoconto |
| ---- | -------- | -- | -------------- | ------------------------ | ---------- | -------- | -------- | ------- | ------- | --------- |
| 2022 | 5 giugno | 22 | Joey Logano    | Team Penske              | Ford       | 245      | 306.2    | 3:07:34 | 97.965  | Resoconto |
| 2023 | 4 giugno | 8  | Kyle Busch     | Richard Childress Racing | Chevrolet  | 243      | 303.7    | 3:28:16 | 87.508  | Resoconto |
| 2024 | 2 giugno | 2  | Austin Cindric | Team Penske              | Ford       | 240      | 300      | 2:48:03 | 107.110 | Resoconto |

### Piloti plurivincitori
Attualmente non ci sono piloti plurivincitori.

### Team plurivincitori
| Vittorie | Team        | Anni vinti |
| -------- | ----------- | ---------- |
| 2        | Team Penske | 2022, 2024 |

### Costruttori plurivincitori
| Vittorie | Costruttori | Anni vinti |
| -------- | ----------- | ---------- |
| 14       | Ford        | 2022, 2024 |